# Acanthinites
Acanthinites is een uitgestorven geslacht van ammonieten dat voorkwam in het Trias. Het geslacht behoort tot de onderklasse der Ammonoidea.